# 覚円 (仏師)
覚円（かくえん、生没年未詳）は、鎌倉時代の慶派仏師。定覚の子（または弟子）で快慶の弟子。法橋。

## 経歴
- 大和長谷寺の十一面観音像再興に快慶等と参加した。

## 現存作品
- 東大寺南大門金剛力士像制作に、小仏師の筆頭として参加したことが吽形像の納入経巻奥書から知られる。1203年（建仁3年）
- 清凉寺式釈迦如来像（岐阜県即心院蔵）1260年（文応元年）製作。
- 金剛力士像残欠（京都府立本寺蔵）1273年（文永10年）8月製作、面部のみ現存。